# واتربوري
واتربوري (بالإنجليزية: Waterbury, Connecticut)‏ هي مدينة تقع في مقاطعة نيو هيفن (كونيتيكت) بولاية كونيتيكت في الولايات المتحدة. تأسست عام 1686، تبلغ مساحتها 75 (كم²)، وترتفع عن سطح البحر م، بلغ عدد سكانها 110,366 (US: قائمة مدن الولايات المتحدة حسب عدد السكان) نسمة في عام 2011 حسب إحصاء مكتب تعداد الولايات المتحدة .

## التركيبة السكانية
حدّد مكتب تعداد الولايات المتحدة بيانات التركيبة السكانية لواتربوري في تعداد الولايات المتحدة. في ما يلي، التركيبة السكانية حسب تعدادي 2000 و2010.

### تعداد عام 2000
بلغ عدد سكان واتربوري 107,271 نسمة بحسب تعداد عام 2000، وبلغ عدد الأسر 42,622 أسرة وعدد العائلات 26,911 عائلة مقيمة في المدينة. في حين سجلت الكثافة السكانية 1,430.9 نسمة لكل كيلومتر مربع (3,706.0/ميل2). وبلغ عدد الوحدات السكنية 46,827 وحدة بمتوسط كثافة قدره 624.6 لكل كيلومتر مربع (1,617.7/ميل2).
وتوزع التركيب العرقي للمدينة بنسبة 67.14% من البيض و16.31% من الأمريكيين الأفارقة و0.42% من الأمريكيين الأصليين و1.51% من الأمريكيين ذوي الأصول الآسيوية و0.06% من سكان جزر المحيط الهادئ و10.91% من الأعراق الأخرى و3.66% من عرقين مختلطين أو أكثر و21.77% من الهسبانيون أو اللاتينيون من أي عرق.
بلغ عدد الأسر 42,622 أسرة كانت نسبة 34.5% منها لديها أطفال تحت سن الثامنة عشر تعيش معهم، وبلغت نسبة الأزواج القاطنين مع بعضهم البعض 38.8% من أصل المجموع الكلي للأسر، ونسبة 19.1% من الأسر كان لديها معيلات من الإناث دون وجود شريك، بينما كانت نسبة 5.3% من الأسر لديها معيلون من الذكور دون وجود شريكة وكانت نسبة 36.9% من غير العائلات. تألفت نسبة 31.4% من أصل جميع الأسر من عدة أفراد يعيشون في نفس المنزل ونسبة 12.1% كانت تتألف من شخص يعيش بمفرده يبلغ من العمر 65 عاماً أو أكثر. وبلغ متوسط حجم الأسرة المعيشية 2.46، أما متوسط حجم العائلات فبلغ 3.11.
بلغ العمر الوسطي للسكان 34.9 عاماً. وكانت نسبة 26.4% من القاطنين تحت سن الثامنة عشر، وكانت نسبة 8.6% بين الثامنة عشر والرابعة والعشرين عاماً، ونسبة 29.5% كانت واقعةً في الفئة العمرية ما بين الخامسة والعشرين والرابعة والأربعين عاماً، ونسبة 19.5% كانت ما بين الخامسة والأربعين والرابعة والستين، ونسبة 13.8% كانت ضمن فئة الخامسة والستين عاماً فما فوق. يوجد لكل 100 أنثى 90.1 ذكر، ويوجد لكل 100 أنثى في الثامنة عشر من عمرها فما فوق 86.0 ذكر.
بلغ متوسط دخل الأسرة في المدينة 33,285 دولارًا، أما متوسط دخل العائلة فبلغ 41,477 دولارًا. وكان متوسط دخل الذكور 35,485 دولارًا مقابل 27,580 دولارًا للإناث. وسجل دخل الفرد الخاص بالمدينة 17,562 دولارًا. وكانت نسبة 13.2% من العائلات ونسبة 16.6% من السكان تحت خط الفقر، وكان من هؤلاء نسبة 24.7% تحت سن الثامنة عشر ونسبة 11.6% في الخامسة والستين من العمر وما فوق.

### تعداد عام 2010
بلغ عدد سكان واتربوري 110,366 نسمة بحسب تعداد عام 2010، وبلغ عدد الأسر 42,761 أسرة وعدد العائلات 26,996 عائلة مقيمة في المدينة. في حين سجلت الكثافة السكانية 1,472.1 نسمة لكل كيلومتر مربع (3,812.7/ميل2). وبلغ عدد الوحدات السكنية 47,991 وحدة بمتوسط كثافة قدره 640.1 لكل كيلومتر مربع (1,657.9/ميل2).
وتوزع التركيب العرقي للمدينة بنسبة 58.77% من البيض و20.06% من الأمريكيين الأفارقة و0.57% من الأمريكيين الأصليين و1.80% من الأمريكيين ذوي الأصول الآسيوية و0.03% من سكان جزر المحيط الهادئ و14.14% من الأعراق الأخرى و4.62% من عرقين مختلطين أو أكثر و31.21% من الهسبانيون أو اللاتينيون من أي عرق.
بلغ عدد الأسر 42,761 أسرة كانت نسبة 35.1% منها لديها أطفال تحت سن الثامنة عشر تعيش معهم، وبلغت نسبة الأزواج القاطنين مع بعضهم البعض 34.7% من أصل المجموع الكلي للأسر، ونسبة 22.3% من الأسر كان لديها معيلات من الإناث دون وجود شريك، بينما كانت نسبة 6.1% من الأسر لديها معيلون من الذكور دون وجود شريكة وكانت نسبة 36.9% من غير العائلات. تألفت نسبة 30.7% من أصل جميع الأسر من عدة أفراد يعيشون في نفس المنزل ونسبة 10.8% كانت تتألف من شخص يعيش بمفرده يبلغ من العمر 65 عاماً أو أكثر. وبلغ متوسط حجم الأسرة المعيشية 2.54، أما متوسط حجم العائلات فبلغ 3.18.
بلغ العمر الوسطي للسكان 35.2 عاماً. وكانت نسبة 25.6% من القاطنين تحت سن الثامنة عشر، وكانت نسبة 10.1% بين الثامنة عشر والرابعة والعشرين عاماً، ونسبة 27.4% كانت واقعةً في الفئة العمرية ما بين الخامسة والعشرين والرابعة والأربعين عاماً، ونسبة 24.3% كانت ما بين الخامسة والأربعين والرابعة والستين، ونسبة 12.6% كانت ضمن فئة الخامسة والستين عاماً فما فوق. وتوزع التركيب الجنسي للسكان بنسبة 47.6% ذكور و52.4% إناث.

## المناخ
يظهر الجدول التالي التغييرات المناخية على مدار السنة لواتربوري:
| البيانات المناخية لـواتربوري      | البيانات المناخية لـواتربوري | البيانات المناخية لـواتربوري | البيانات المناخية لـواتربوري | البيانات المناخية لـواتربوري | البيانات المناخية لـواتربوري | البيانات المناخية لـواتربوري | البيانات المناخية لـواتربوري | البيانات المناخية لـواتربوري | البيانات المناخية لـواتربوري | البيانات المناخية لـواتربوري | البيانات المناخية لـواتربوري | البيانات المناخية لـواتربوري | البيانات المناخية لـواتربوري |
| الشهر                             | يناير                        | فبراير                       | مارس                         | أبريل                        | مايو                         | يونيو                        | يوليو                        | أغسطس                        | سبتمبر                       | أكتوبر                       | نوفمبر                       | ديسمبر                       | المعدل السنوي                |
| --------------------------------- | ---------------------------- | ---------------------------- | ---------------------------- | ---------------------------- | ---------------------------- | ---------------------------- | ---------------------------- | ---------------------------- | ---------------------------- | ---------------------------- | ---------------------------- | ---------------------------- | ---------------------------- |
| متوسط درجة الحرارة الكبرى °ف (°م) | 35 (2)                       | 39 (4)                       | 47 (8)                       | 59 (15)                      | 70 (21)                      | 78 (26)                      | 83 (28)                      | 81 (27)                      | 74 (23)                      | 63 (17)                      | 52 (11)                      | 41 (5)                       | 60 (16)                      |
| متوسط درجة الحرارة الصغرى °ف (°م) | 15 (−9)                      | 18 (−8)                      | 26 (−3)                      | 36 (2)                       | 46 (8)                       | 58 (14)                      | 62 (17)                      | 60 (16)                      | 51 (11)                      | 39 (4)                       | 31 (−1)                      | 22 (−6)                      | 39 (4)                       |
| الهطول إنش (مم)                   | 3.64 (92)                    | 3.61 (92)                    | 4.38 (111)                   | 4.52 (115)                   | 4.64 (118)                   | 4.74 (120)                   | 4.59 (117)                   | 4.78 (121)                   | 4.84 (123)                   | 5.18 (132)                   | 4.41 (112)                   | 4.24 (108)                   | 53.57 (1٬361)                |
| المصدر:                           |                              |                              |                              |                              |                              |                              |                              |                              |                              |                              |                              |                              |                              |

## توأمة
لواتربوري اتفاقيات توأمة مع:
- ستروغا

## أعلام
- روزاليند راسل
- توم ماين
- آني ليبوفيتز
- ديلان ماكديرموت
- إليزابيث جيلبرت

## وصلات خارجية
- www.waterburyct.org